# فلافيو روما
فلافيو روما (بالإيطالية: Flavio Roma)‏ (أبياتيغراسو، 21 يونيو 1974)، لاعب كرة قدم إيطالي، ويلعب كحارس مرمى لفريق إيه سي ميلان الإيطالي.
بدأ أبياتي مشواره الاحترافي في نادي لاتسيو في عام 1993، وأعير في موسم 1993/1994 إلى نادي مونتوفا، ومن ثم تنقل بين العديد من الأندية، ولكن كان قمة مشوارة مع نادي موناكو الفرنسي، حيث وصل معهم لنهائي دوري أبطال أوروبا والذي خسره نادي موناكو من نادي بورتو البرتغالي بنتيجة 3-0 موسم 2003-2004. ويعد قضاءه مع نادي موناكو 8 مواسم انتقل في عام 2009 إلى نادي إيه سي ميلان وهو يلعب معهم حتى الآن.

## روابط خارجية
- فلافيو روما على موقع الاتحاد الأوربي (الإنجليزية)
- فلافيو روما على موقع رابطة كرة القدم الفرنسية للمحترفين (الإنجليزية)
- فلافيو روما على موقع قاعدة بيانات كرة القدم.إي يو (الإنجليزية)
- فلافيو روما على موقع بيانات كرة القدم. دي إي (الألمانية)
- فلافيو روما على موقع ليكيب (الفرنسية)
- فلافيو روما على موقع ناشيونال فوتبول تيمز (الإنجليزية)
- فلافيو روما على موقع Soccerway.com (الإنجليزية)
- فلافيو روما على موقع عالم كرة القدم.نت (الإنجليزية)
- فلافيو روما على موقع كووورة
- فلافيو روما على موقع AS.com (الإسبانية)